# Mireditha cribrata
Mireditha cribrata là một loài bọ cánh cứng trong họ Chrysomelidae. Loài này được Tan miêu tả khoa học năm 1981.